# Studniční hora
Der Studniční hora (deutsch: Brunnberg) liegt im tschechischen Teil des Riesengebirges und ist nach der Schneekoppe und dem Hochwiesenberg (tschechisch: Luční hora) der dritthöchste Berg des Gebirges. Der Berg bildet mit dem westlich gelegenen 1555 Meter hohen Hochwiesenberg einen Doppelgipfel.

## Lage
Talorte sind das etwa 7 km westlich entfernt liegende Špindlerův Mlýn (deutsch: Spindlermühle) und das knapp 4 km südöstlich gelegene Pec pod Sněžkou (deutsch: Petzer).
Von der Schneekoppe aus könnte der 1,7 km hinter dem Gipfel liegende Hochwiesenberg fast übersehen werden. Beide unterscheiden sich nur einen Meter in der Höhe, doch der kleinere Brunnberg ist die wesentlich markantere Erscheinung.
Seine Osthänge, im Besonderen die Wände der Gletscherkare Große und Kleine Brunnberggrube (tschechisch: Velká a Malá Studniční jáma) im Südosten und die Aupa-Grube im Nordosten begrenzen gemeinsam mit den gegenüberliegenden Hängen der Schneekoppe und der ausgeprägten Talstufe der Aupakante (tschechisch: Upska hrana) am Koppenplan (polnisch: Równia pod Śnieżką) im Nordosten den Riesengrund (tschechisch: Obří důl). Dieses Tal glazialen Ursprungs zählt zu den berühmtesten Bildmotiven des Gebirges.
Der Lawinenhang im Süden ist vor allem für ein Schneefeld mit dem Namen „Karte der Republik“ bekannt. Im Winter sammelt sich hier eine dicke Schneedecke, die noch bis zum Anfang der warmen Jahreszeit liegen bleibt. Sie erinnert in der Form an die Darstellung des Landes auf einer Landkarte. Der ebenfalls stark lawinengefährdete Nordhang liegt unterhalb des Bergsattels, der die Verbindung zum Hochwiesenberg im Westen bildet.

### Nahegelegene Gipfel
| Weiße Wiese    | Koppenplan | Schneekoppe |
| Hochwiesenberg | Kompass    |             |
| Zadní Planina  | Lesní hora | Růžová hora |

## Namen
Wie viele Ortsnamen in der Region ist die tschechische Bezeichnung „Studniční hora“ eine Übersetzung des ursprünglichen deutschen Namens. Nach dem Zweiten Weltkrieg und der Vertreibung der Deutschen wurden die alten Namen systematisch durch tschechische Ausdrücke ersetzt, was vermutlich hauptsächlich aus identitätsstiftenden Gründen geschah. Der „Brunnberg“ wurde erst relativ spät im Jahr 1952 umbenannt. Davor wurde der Berg auch „Steinboden“ genannt, wofür es mit „Kamenitá pláň“ ebenfalls eine Entsprechung im Tschechischen gibt. Für seinen Gipfel existierte die eigenständige Bezeichnung „Brandkoppe“.

## Hydrologie
Auf der Südseite des Sattels unterhalb des Blaugrundpasses (tschechisch: Modré sedlo, 1497 m) entspringt der Modrý potok (deutsch: Rauschenbach), der von zahllosen kleineren Wasseradern verbreitert, im Modrý důl (deutsch: Blaugrund) dem wild-romantischen Gebirgsfluss Aupa (tschechisch: Úpa) zufließt.
Der Nordwesthang wird in die Bílé Labe (deutsch: Weißwasser) entwässert, die unterhalb des Nordhangs entspringt. Dieser größte Zufluss und bedeutendste Quellbach der Elbe fließt im Weißwassergrund (Důl Bílého Labe), der ein Teil der mythischen Siebengründe (tschechisch: Sedmidolí) ist.
Auf der Nordseite tragen die abfließenden Niederschläge dazu bei, das Aupa-Torfmoor zwischen Koppenplan und Weißer Wiese (tschechisch: Bílá louka, polnisch: Biała Łąka) feucht zu halten. Das Wasser speist die Quellen der Aupa, die jedoch den Weg nach Süden nimmt und sich über die bereits genannte Aupakante und den oberen Aupafall (tschechisch: Horní Úpský vodopád) in die Aupa-Grube (tschechisch: Úpská jáma) stürzt und schließlich zusammen mit der Elbe in die Nordsee fließt.
Nur wenige Meter entfernt, buchstäblich auf der anderen Seite, liegt das Quellgebiet der Großen Lomnitz (polnisch: Łomnica). Der Bach durchfließt den Gebirgssee Mały Staw (deutsch: Kleiner Teich). Auf dem Weg ins Tal überwindet der Gebirgsbach auf einer Länge von nur 4,9 km Luftlinie über 700 Höhenmeter und schwillt dabei zu einem der reißendsten und gefährlichsten Flüsse im Riesengebirge an. Daher wird er zum Hochwasserschutz in der Lomnitztalsperre gestaut. Nach etwa 15 weiteren Kilometern mündet er in den Bober und gehört somit zum Einzugsgebiet der Oder die im Gegensatz zur Elbe in die Ostsee mündet.
Das außergewöhnlich wasserreiche Gebiet um den Brunnberg und den Hochwiesenberg ist daher eines der wichtigsten Quellgebiete des Riesengebirges.

## Flora und Fauna

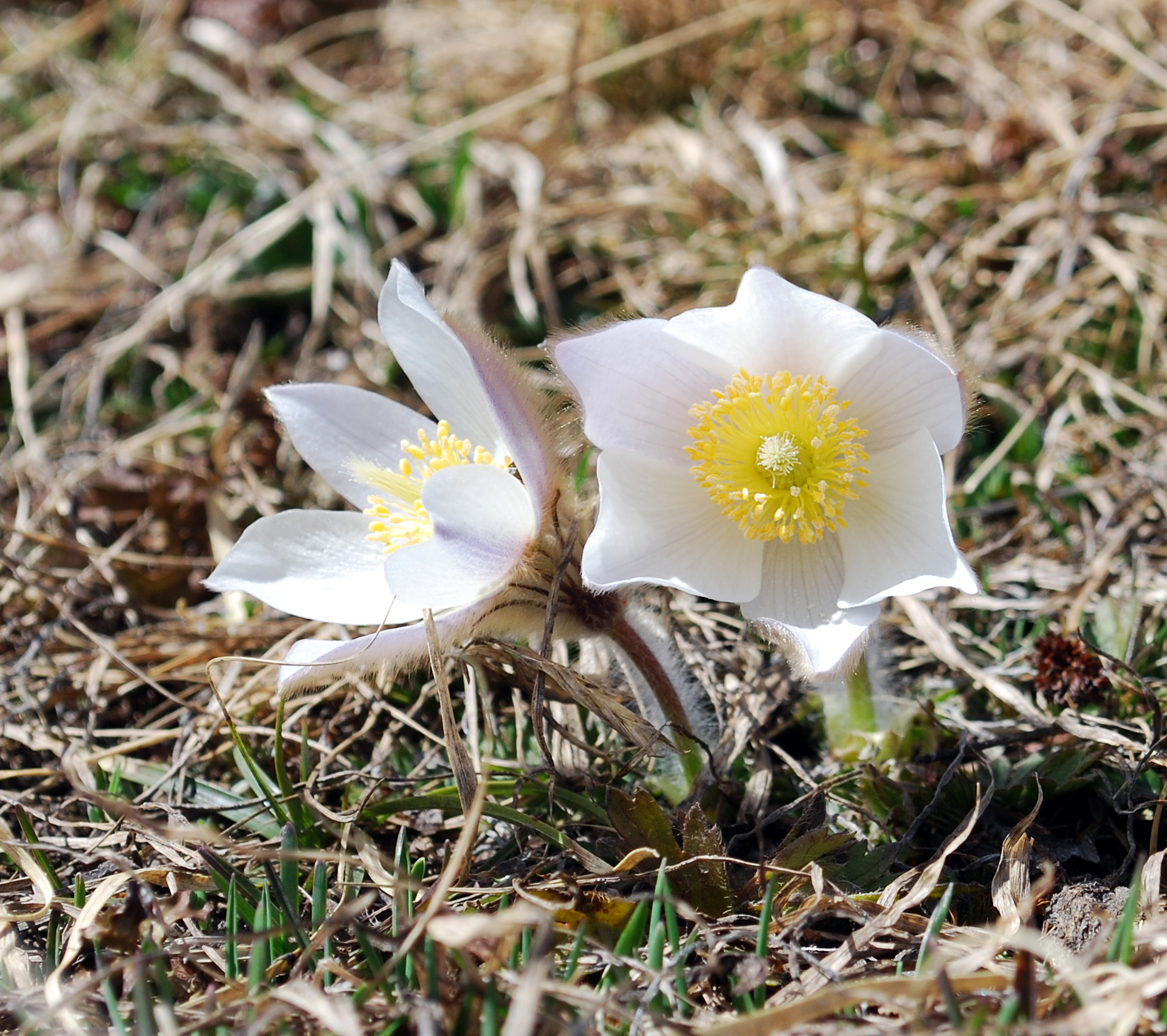
Frühlings-Kuhschelle an einem natürlichen Standort

An den Hängen und der runden Gipfelkuppe haben sich Reste von Alm und Bergwiesen erhalten; nur der Osthang ist mit Latschen bewachsen. Die Gletscherkessel im Osten beherbergen Orte, die dank ihrer einmaligen botanischen Vielfalt „zahrádka“ (Gärtchen) genannt werden.
Das „Teufelsgärtchen“ (tschechisch: Čertova zahrádka) in der Kleinen Brunnberggrube ist beispielsweise der einzige Ort im Riesengebirge, wo Frühlings-Kuhschelle (Pulsatilla vernalis) und Alpen-Süßklee (Hedysarum hedysaroides) wachsen. Darüber hinaus gedeihen hier noch andere seltene Blütenpflanzen, wie etwa Türkenbund (Lilium martagon), Großblütiger Fingerhut (Digitalis grandiflora) oder der hier stark gefährdete Krause Rollfarn (Cryptogramma crispa).
Von ähnlicher Bedeutung ist „Rübezahls Gärtchen“ (Krakonošova zahrádka) in der Aupa-Grube. Die Insekten, Spinnen und Schnecken, die hier leben, sind die Nahrungsgrundlage für viele Vogelarten, wie z. B. Berg- und Wiesenpieper (Anthus spinoletta bzw. pratensis) oder die Alpenbraunelle.

## Tourismus und Naturschutz
Der Berg liegt auf dem Gebiet des Nationalparks Krkonošský národní park (KRNAP). In der Zone I gelten besonders strenge Naturschutzbestimmungen und die Wege dürfen nicht verlassen werden.
So ist der direkte Zugang versperrt und der Gipfel kann nur umrundet werden. Hierzu muss zunächst die Kreuzung an der Chata Výrovka erreicht werden. Die Baude, die früher auch den Namen „Tannenbaude“ trug, ist selbst heute noch auch als „Geiergucke“ bekannt, weil hier die Zöllner den Schmugglern auflauerten. Zwei Wanderrouten führen, abgesehen vom Fahrradweg K1A Žacléř - Harrachov hierher.
▬ – Von Petzer aus, einem grünen Wegzeichen folgend, über die Richterbauden (Rychtářova Bouda) oder, ebenfalls grün markiert, von Svaty Petr, einem Ortsteil von Spindlermühle, den Lauf des  Svatopetrský potok (deutsch: Grundwasser) begleitend durch den Langen Grund (tschechisch: Dlouhy důl).

▬ – Auf einem rot beschilderten Weg erreicht man in Richtung Hauptkamm zunächst eine Kapelle am Blaugrundpass, die 1957 als Denkmal für die Opfer der Berge (tschechisch: Pamatnik obetem hor, 1509 m) eingerichtet wurde, bevor es nun leicht bergab in Richtung Wiesenbaude geht.

▬ – Mit blauer Wegmarke geht es von der ältesten Bergbaude im Riesengebirge, an der tschechisch-polnischen Grenze und der Aupakante entlang, zum Riesensattel (1395 m, tschechisch: Obří sedlo, polnisch: Przełęcz pod Śnieżką). Hier steht das Schlesierhaus (polnisch: Slaski dom), wo vor dem EU-Beitritt  der beiden Staaten ein touristischer Grenzübergang eingerichtet war.
Der Weg mit dem blauen Wanderzeichen gabelt sich hier. Auf derselben Höhe führt er weiter zum Weg der polnisch-tschechischen Freundschaft. Talwärts geht es auf dem so genannten Šourek-Weg eng am Westhang der Schneekoppe steil bergab in den Riesengrund. Für die weichen Knie, die man auf den unregelmäßigen Stufen beim Abstieg haben kann, gibt es jedoch mit der einzigartigen Aussicht auf den Brunnberg, das vom Aupa-Gletscher geformte Tal und den oberen Aupafall eine reiche Entschädigung.
Kurz vor dem Erreichen der alpinen Waldgrenze wird der Weg weniger steil. In der Nähe liegen noch mehr interessante Sehenswürdigkeiten. „Rübezahls Gärtchen“, der untere Aupafall oder das alte Wasserwerk, mit dem das Wasser auf die Schneekoppe gepumpt wurde. Auf dem Weg hinunter nach Petzer, kommt man außerdem an vielen stillgelegten Erzminen vorbei, von denen der Stollen „Kovárna“ sogar besichtigt werden kann.

## Bilder aus der Umgebung

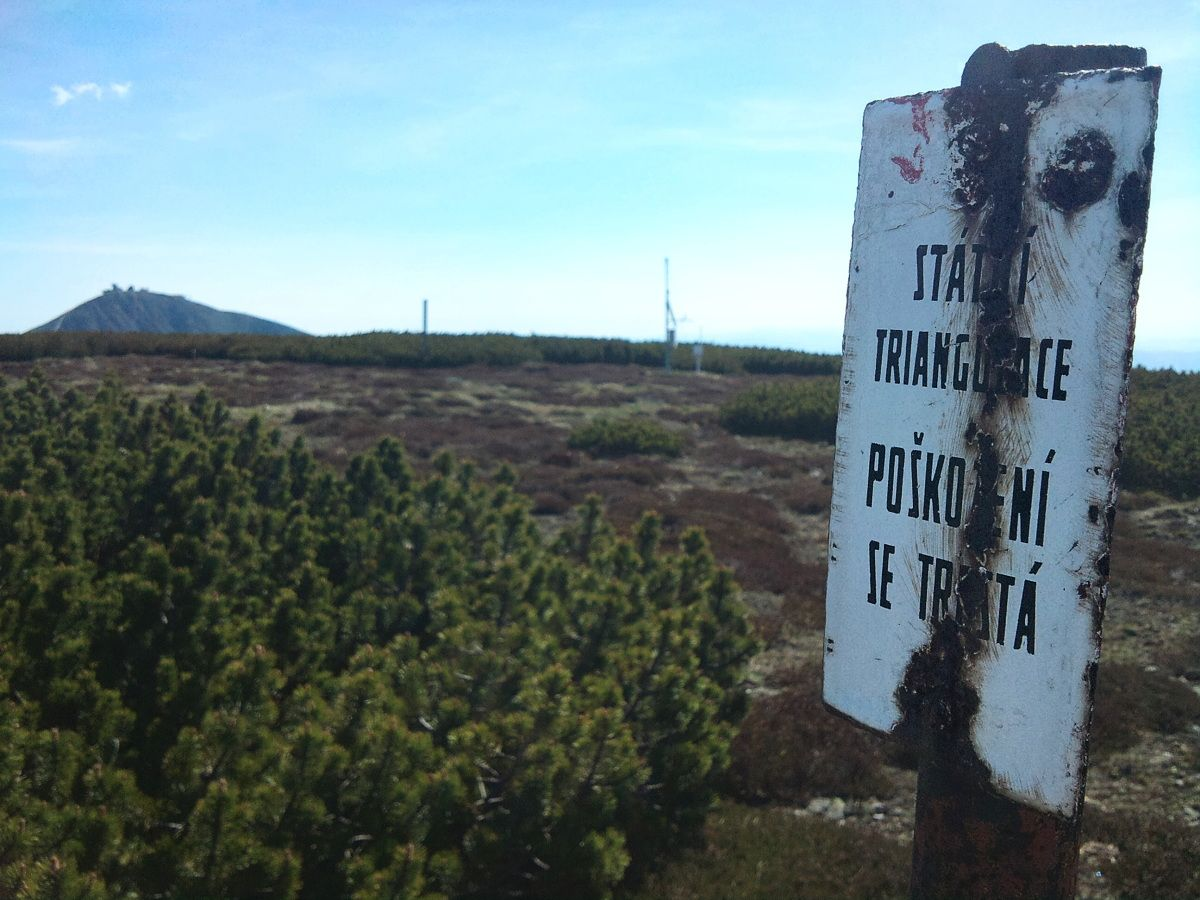
Vermessungspunkt am Gipfel
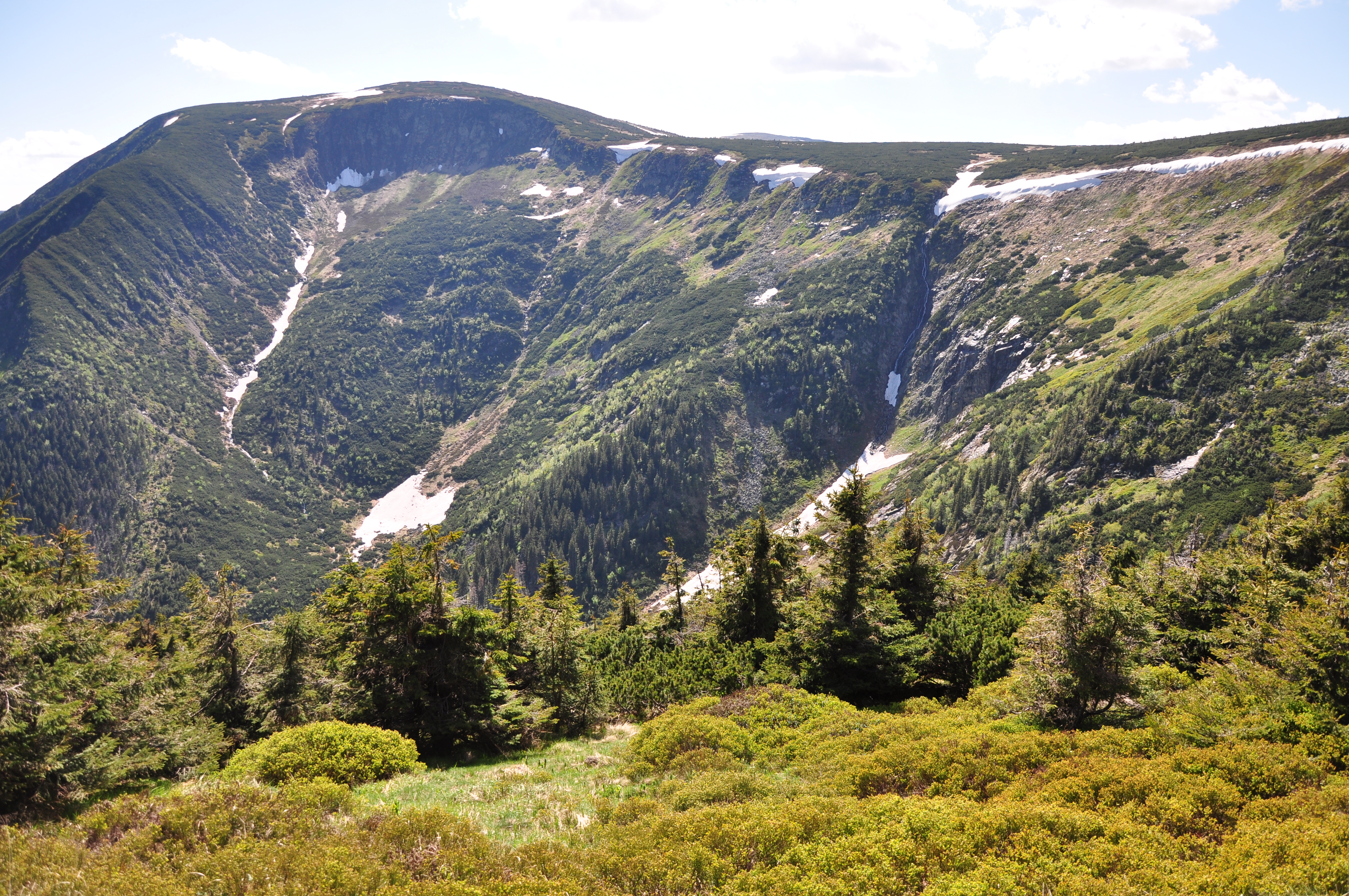
Blick auf Riesengrund, Aupakante und … 1)
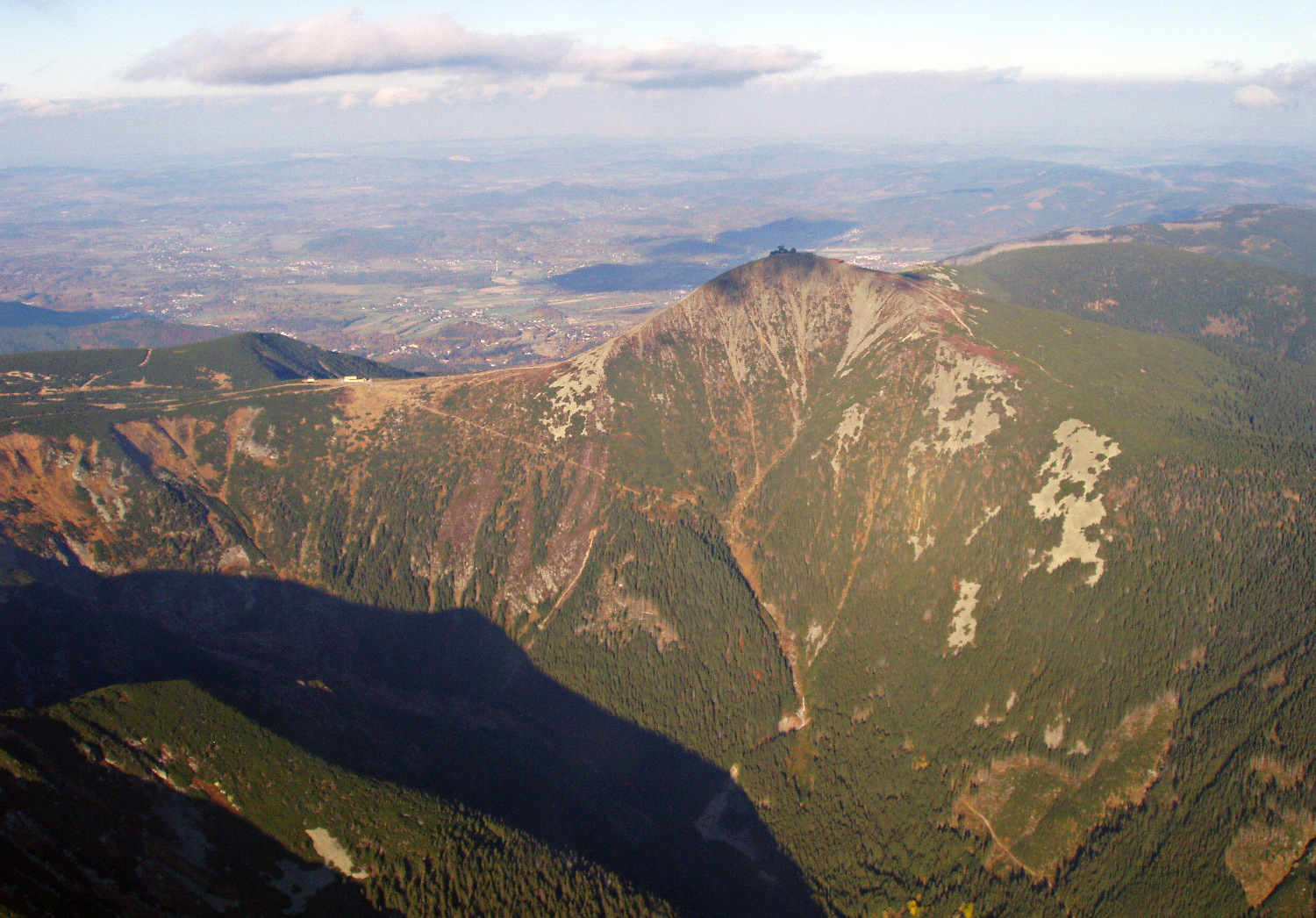
… desgleichen von Westen 2)
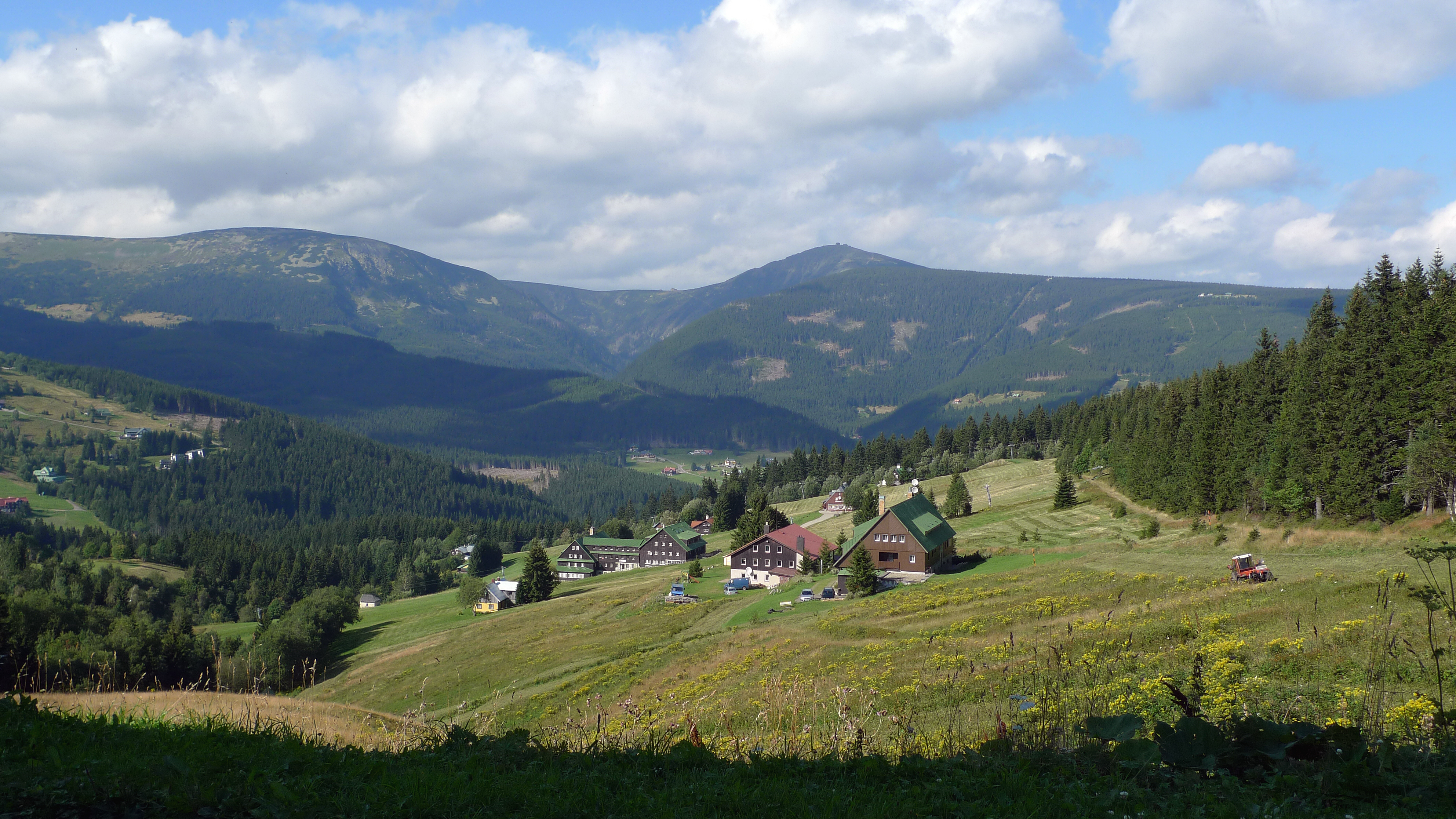
Fernblick auf Brunnberg und Schneekoppe …3)
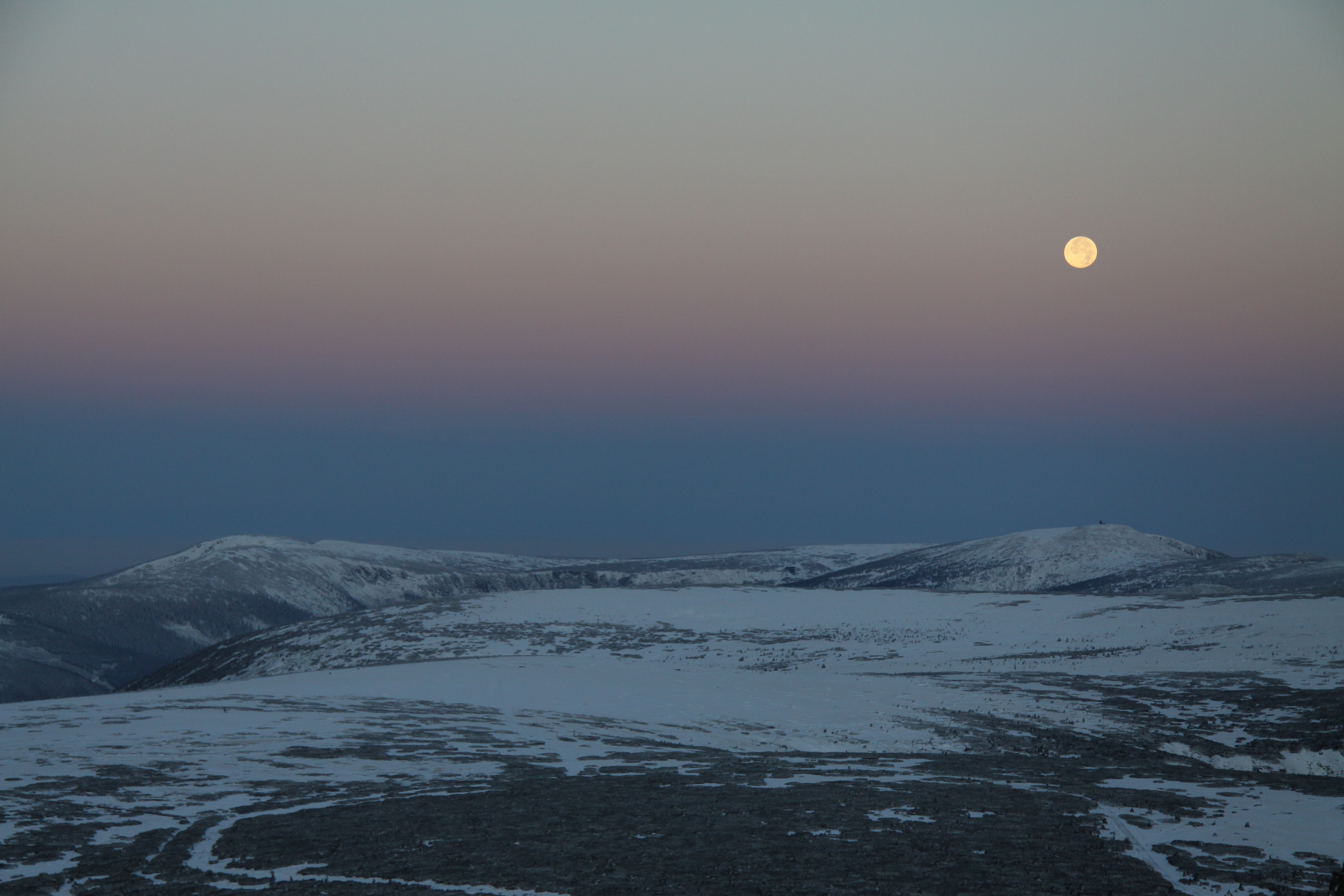
Aussicht von der Schneekoppe bei Nacht 4)

1) Die junge Aupa stürzt über die Aupakante (rechter Bildteil) in 1363 Meter Höhe in die Aupa-Grube, die den bergseitigen Abschluss des Riesengrunds bildet.

2) Diese Aufnahme wurde ungefähr aus Richtung des Fuchsbergs (Liščí hora) gemacht

3) … von Petzer, unterhalb des Schwarzenbergs (tschechisch: Černá hora) aus gesehen.

4) Panorama nach Westen: Links der Brunnberg, dahinter, leicht zur Bildmitte hin versetzt den Hochwiesenberg. Ganz rechts ist das Gebäude der ehemaligen Schneegrubenbaude (polnisch: Schronisko nad Śnieżnymi Kotłami) oberhalb der Schneegruben (polnisch: Śnieżne Kotły) am Hohen Rad zu erkennen.